# Bafa (TCM)
Unter dem Begriff Bafa (chinesisch 八法, Pinyin bā fǎ) versteht man die acht therapeutischen Verfahren der traditionellen chinesischen Medizin (chinesische Gesundheitslehre und Akupunktur). Die Bafa sind vorgegebene Behandlungsstrategien, die die Grundlage der Therapie darstellen. Sie werden in verschiedenen Therapiebereichen angewandt wie Meditation, Körperübungen (Daoyin und Qigong, Taiji), chinesische Diätetik, Tuina, Kräuterheilkunde (Caoyao) und Akupunktur/Moxibustion.

## Verfahren
- Han (Erzielung von Schweiß)

Dieses Vorgehen wird angewendet, wenn die Krankheit noch an der Körperoberfläche ist und sich noch im Anfangsstadium befindet.
- Tu (Auswerfen durch den Mund)

Tu bedeutet ausspucken, ausspeien und bezeichnet das Erbrechen von Mageninhalt und das Auswerfen von Schleim aus der Lunge. Dieses Verfahren macht die Energiebahnen durchgängig.
- Xia (Abführen)

Die Entleerung des Darminhaltes wird ähnlich angewendet wie in der westlichen Medizin.
- He (Harmonisierung widerstreitender Funktionen)

Dieses Verfahren wird angewendet, wenn das normale Zusammenspiel zwischen den Organen (Zangfu) gestört ist.
- Wen (Vorsichtiges Erwärmen)

Dieses Verfahren wird zur Anregung und Energiezuführung angewendet.
- Qing (Kühlung)

Qing bedeutet klar, wird aber in der Medizin wie kühlen verwendet. Dieses Verfahren hilft, wenn die Krankheit schon tief in den Körper eingedrungen ist.
- Bu (Tonisieren)

Bu bedeutet ausfüllen, zustopfen und bezeichnet eine Energiezuführung bei allen Arten von Erschöpfung. Es ist eine Mobilisierung und Verfügbarmachung von Reserven.
- Xie (Sedierung)

Xie, auch Xiao oder San, bezeichnet die Ableitung bzw. Zerstreuung von Energie bei Hemmungen, Blockaden, Stauungen in den Leitbahnen (Jingluo).